# Ivan J. Petrović
Ivan J. Petrović je pesnik iz Srbije. Rođen je 30. marta 1979. godine u Petrovcu na Mlavi. Po zanimanju profesor biologije. Član je Udruženja književnika Srbije od 2008. godine. Pesme je objavljivao u „Stigu“, „Savremeniku“, „Književnim novinama“ i stranim časopisima. Pesme su mu prevođene na beloruski jezik.

## Knjige poezije
- Fleka na zidu, Književna zajednica „Veljko Vidaković“, Niš. 2005.  978-86-83839-48-3.
- Vartolomejska praskozorja, Centar za kulturu Petrovac na Mlavi. 2007.  978-86-84601-34-8.
- Naručja, Šumadijske metafore, Biblioteka grada Beograda, Biblioteka „Despot Stefan Lazarević“, Mladenovac. 2008.  978-86-7191-149-8.
- Da li ti smeta ako ti ne ustupim mesto, Braničevsko-stiška književna zajednica, Biblioteka „Srboljub Mitić“, Malo Crniće. 2012.  978-86-87003-22-4.

## Nagrade
- Matićev šal za knjigu Naručja, 2008.